# Ponte della Margineda
Il Ponte della Margineda scavalca il fiume Valira nei pressi del villaggio di Santa Coloma in Andorra.
È il più grande ponte medievale del principato.
Fu costruito tra il XIV ed il XV secolo; un 'nuovo ponte' è citato in un documento del 1487 conservato negli archivi del comune di Sant Julià de Lòria.
Ha arco un unico di oltre nove metri.
È costruito in pietra legata con malta di calce.